# Confusacris xinganensis
Confusacris xinganensis är en insektsart som beskrevs av Li, D. och Z. Zheng 1993. Confusacris xinganensis ingår i släktet Confusacris och familjen gräshoppor. Inga underarter finns listade i Catalogue of Life.